# Dujker czarnoczelny
Dujker czarnoczelny (Cephalophorus nigrifrons) – gatunek ssaka parzystokopytnego z rodziny wołowatych, zaliczany do grupy dujkerów.

## Systematyka
Przeniesiony w 2022 roku z Cephalophus do Cephalophorus na podstawie analiz molekularnych i morfologicznych.

## Występowanie i biotop
Obecny zasięg występowania gatunku obejmuje środkowe i zachodnie obszary Afryki Środkowej. Jego siedliskiem są wilgotne lasy równikowe, mokradła i lasy galeriowe.

## Charakterystyka ogólna
Niewielka antylopa osiągająca 14–16 kg masy ciała przy wysokości w kłębie 45–55 cm i długości 90–110 cm.

## Podgatunki
Dotychczas wyróżniano sześć podgatunków, ale ich pozycja taksonomiczna wymaga rewizji:
- C. nigrifrons nigrifrons
- C. nigrifrons fosteri
- C. nigrifrons hooki
- C. nigrifrons hypoxanthus
- C. nigrifrons kivuensis
- C. nigrifrons rubidus

## Zagrożenia i ochrona
Gatunek nie jest objęty konwencją waszyngtońską  CITES. W Czerwonej księdze gatunków zagrożonych Międzynarodowej Unii Ochrony Przyrody i Jej Zasobów został zaliczony do kategorii LC (niższego ryzyka), a podgatunek C. n. rubidus w kategorii EN (zagrożony wyginięciem).